# 고흥 능가사 사적비
고흥 능가사 사적비(高興 楞伽寺 事蹟碑)는 대한민국 전라남도 고흥군 점암면 능가사에 있는 조선시대의 사적비이다. 1978년 9월 22일 전라남도의 유형문화재 제70호로 지정되었다.

## 개요
사적비란 어떠한 사건에 관련된 사실이나 자취를 기록한 비로, 이 비는 능가사의 창건에 관하여 기록하고 있다.
능가사는 비문에 의하면, 신라 눌지왕 3년(419)에 아도화상이 창건하였고, 창건 당시에는 ‘보현사’라 이름하였다 한다. 임진왜란으로 불에 타 버린 것을 인조 22년(1644) 정현대사가 다시 건물을 지어 ‘능가사’라 고쳐 부르게 되었다.
비는 거북받침돌 위로 비몸을 세우고, 그 위로 구름과 용이 새겨진 머릿돌을 얹은 모습이다.
고흥 능가사 사적비 건립연대 표기 ‘숭정기원후재경오(崇禎紀元后再庚午)’는 1690년으로 알려 졌는데, 숭정 재위 기간의 경오(1630년)는 포함하지 않고 그 뒤로 이어지는 두번째 경오로 보아야 하고, 비문 찬자, 서자, 관련 인물의 활동연대와 비교하여 보면 건립연대는 1750년이다.

## 참고 자료
- 고흥 능가사 사적비 - 국가유산청 국가유산포털